# Gabriel Antón Iboleón
Gabriel Antón Iboleón (Ferrol, 1854 - Madrid, 2 de febrero de 1924) fue un militar de la Armada Española, accidentalmente ministro de Marina durante Directorio militar de Primo de Rivera.

## Biografía
Era hijo de Manuel Antón y Castillo (1819-1905), cónsul de Alemania y vicecónsul del Reino Unido, de los Países Bajos y de Dinamarca en el Ferrol, así como importante armador y naviero. Uno de sus hermanos, Manuel, sería capitán de Navío y otro, Emilio Antón Iboleón, sería alcalde del Ferrol.
Ingresó en la Armada Española, consiguió en 1913 la graduación de contraalmirante y el cargo de secretario del Consejo Supremo de Guerra y Marina. Finalmente llegaría a la de almirante, fue almirante en jefe del Estado Mayor Central de la Armada (ajema) de 1920 a 1924 y formaba parte de la Junta de Defensa Nacional. Había recibido la Gran Cruz del Mérito Naval en 1881, cuando todavía era alférez de navío. En 1921 recibió la Gran Cruz del Mérito Militar y en enero de 1924 la Gran Cruz de San Hermenegildo. Ocupó provisionalmente el cargo de ministro de Marina durante el Directorio militar de Primo de Rivera. Murió cuando llevaba unos cinco meses en el cargo.
| Predecesor: Juan Bautista Aznar-Cabañas | Ministro de Marina 1923 - 1924 | Sucesor: Ignacio Pintado Gough |